# Сульвей фон Шульц
Су́львей Маргаре́та фон Шульц (швед. Solveig Margareta von Schoultz, уроджена Segerstråle / Сєгерштроле; *5 серпня 1907, Порвоо, Велике князівство Фінляндське, Російська імперія, тепер Фінляндія — 3 грудня 1996, Гельсінкі, Фінляндія) — фінська шведська письменниця, модерністка і лірик. У багатьох її творах центральними темами є жіночність і материнство.

## З життєпису

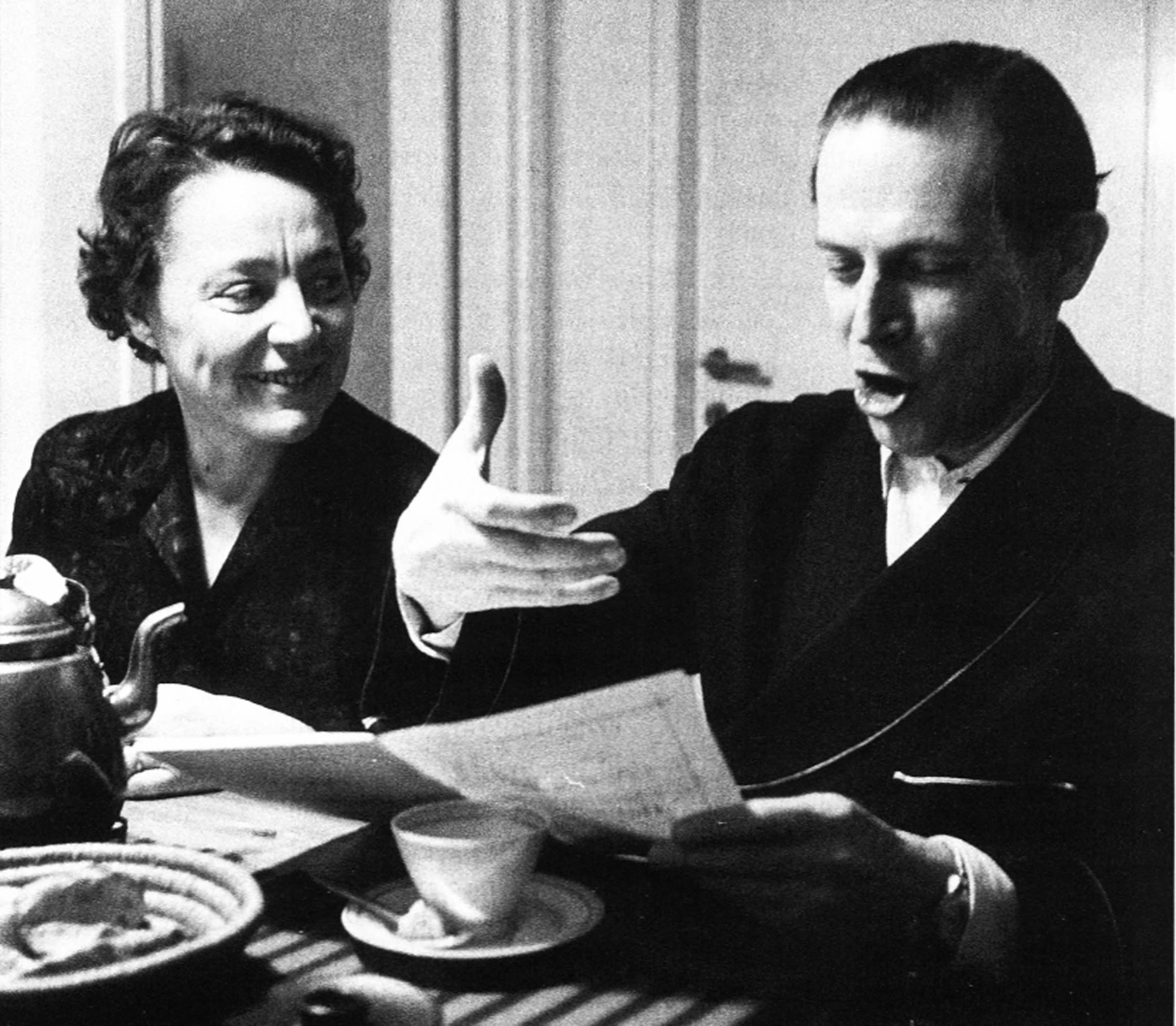
С. фон Шульц зі своїм другим чоловіком Е. Бергманом, 1962

Сульвей фон Шульц народилась у 1907 році в родині університетського викладача. і громадського діяча Кнута Альберта Сєгерштроле та художниці Ханни Фростерус-Сєгерштроле. Серед її братів і сестер: архітектор Еллен Сєгерштроле, зоолог Свен Сєгерштроле та художник Леннарт Сєгерштроле.  
Закінчила семінарію Нюкарлебю, а з 1937 по 1973 рік викладала у приватній шведській жіночій школі. 
Першим чоловіком С. фон Шульц був Свен Фрітьоф Карл фон Шульц, другим чоловіком був композитор Ерік Бергман. Фон Шульц був редактором журналу Astra (1935-1946), дописував на соціальну тематику; його творчий літераторський шлях тривав майже 70 років.
Сульвей фон Шульц померла від важкої хвороби у віці 89 років. Похована на Хієтаніемі в спільній могилі з її чоловіком Еріком Бергманом. 
Товариство «Друзі шведської державної школи» (Svenska folkskolans vänner) організовує щорічний конкурс імені С. фон Шульц: оповідань і віршів (мінімальний вік учасників 30 років).

## З доробку
У своїй творчості Сульвей фон Шульц розвивала соціальну тематику. Авторка численних збірок новел і віршів, а також п'єс, фон Шульц правдиво зображує боротьбу жінок за свої права, показує становище дітей у неповних сім'ях.

### Вибрана бібліографія
Проза (романи, оповідання, новели)
- Petra och silverapan 1932
- December 1937
- Min timme 1940
- De sju dagarna 1942 (дидактичний твір про власних дітей)
- Den bortvända glädjen 1943
- Nalleresan 1944
- Eko av ett rop 1945
- Ingenting ovanligt 1947
- Nattlig äng 1949
- Närmare någon 1951
- Allt sker nu 1952
- Ansa och samvetet 1954
- Nätet 1956
- Den blomstertid 1958
- Terrassen 1959
- Millaskolan 1961
- Sänk ditt ljus 1963
- Även dina kameler 1965
- Klippbok 1968
- Rymdbruden 1970
- Där står du 1973
- De fyra flöjtspelarna 1975
- Somliga mornar 1976
- Porträtt av Hanna 1978
- Bortom träden hörs havet 1980
- En enda minut 1981
- Kolteckning, ofullbordad 1983
- Ingen dag förgäves 1984
- Vattenhjulet 1986
- Systrar 1988
- Alla träd väntar fåglar 1988
- Ett sätt att räkna tiden 1989
- Nästa dag 1991
- Längs vattenbrynet 1992
- Samtal med en fjäril 1994
- Molnskuggan 1996
- Den heliga oron 1997

П'єси
для театру
- Parkbänk (1959)
- Strumpan X (1963)

теледрами
- Javisst kära du (1967)
- Ett rum for natten (1972)

## Нагороди
Сульвей фон Шульц удостоєна численних літературних нагород:
- Державна премія з літератури 1946, 1948, 1952, 1953, 1957, 1959, 1984
- Премія Толлендера 1946 1981
- літературна премія газети Svenska Dagbladet 1947
- Премія «Фінляндія» Шведської академії 1970
- Pro Finland 1980
- Премія Ферліна 1988